# モンスターボール Plus
モンスターボール Plus（Poké Ball Plus）は、ポケモンの世界でポケモンを捕まえるためのデバイス「モンスターボール」を基にしたゲームコントローラである。任天堂が開発・製造し、2018年11月16日に発売された。このコントローラは、『Pokémon Go』、『ポケットモンスター Let's Go! ピカチュウ・Let's Go! イーブイ』、および『ポケットモンスター ソード・シールド』に対応している。アナログスティックをボールのボタンとして置き換え、そのスティックを押し込むとAボタンとして機能する。ボール上部には隠しボタンがあり、それがBボタンとして動作する。また、モーション検出センサーを搭載し、ボールを投げる動作を再現できるほか、HD振動、LED、およびスピーカーも内蔵されており、ポケモンを捕まえる際の演出を模倣している。また、Pokémon Go Plusとしての機能も兼ね備えており、スマートフォンを直接使わずにポケモンを捕まえることが可能である。モンスターボール Plusには伝説のミュウがデジタル形式であらかじめ含まれている。  
コントローラは高品質だとして批評家から好評を得ているが、他の用途での機能が限られている点を指摘されているものの、ポケモンファンには特に強く推薦されている。

## 特徴
それぞれのコントローラには加速度計、ジャイロセンサー、HD振動、スピーカー、そしてLEDが搭載されている。これらは、Nintendo SwitchのゲームでJoy-Conと同様の機能を果たすことができる。  
『Let's Go!』シリーズでは片手で操作できる完全なコントローラとして使用できるが、『ソード・シールド』との互換性はより限定的であり、ミュウをアンロックしたり、ポケモンをロードしてコントローラに入れて散歩させることでボーナスアイテムを獲得できる。

## 発売
モンスターボール Plusは、最初は50ドルで販売され、Let's Go!とセットになった場合は100ドルで提供された。その後、期間限定で40ドルに値下げされた。  

## 評価
Nintendo LifeのDamien McFerranは、モンスターボール Plusを7/10の評価を与えた。彼は、プレイヤーとソフトウェアを新しく収益性のある方法で結びつける任天堂の独自性の証として、この製品を評価し、DK Bongosをその別の例として挙げた。また、ポケモンに基づいたデバイスとして完璧に近い実現だとし、プレイヤーがトレーナーの感覚を得られる点を称賛した。しかし、SwitchのJoy-Conと比較して精度が劣る点を批判し、たとえ1つのJoy-Conと比べても精度が低いと述べた。また、このコントローラはPokémon GOと併用する場合にのみ真の価値があると指摘した。  
GamesRadar+のSam Loveridgeは、このコントローラを4.5/5の評価を与え、「ポケモンファンにとって必須アイテム」と呼び、それが彼の「子供の頃に思い描いた夢」をすべて叶えたと述べた。また、マット仕上げを絶賛し、「触覚的な喜び」と評した。  
PolygonのAllegra Frankは、このコントローラを「魅力的」と称しつつ、「見た目ほど楽しくはない」と評し、入力が「使いにくく」「限られている」と指摘した。また、サイズが小さい点についても言及した。それでも、彼女はアイデアを「素晴らしい」とし、コントローラのデザインを「非常に美しい」と賞賛した。